# 그리말디 (칼라브리아주)

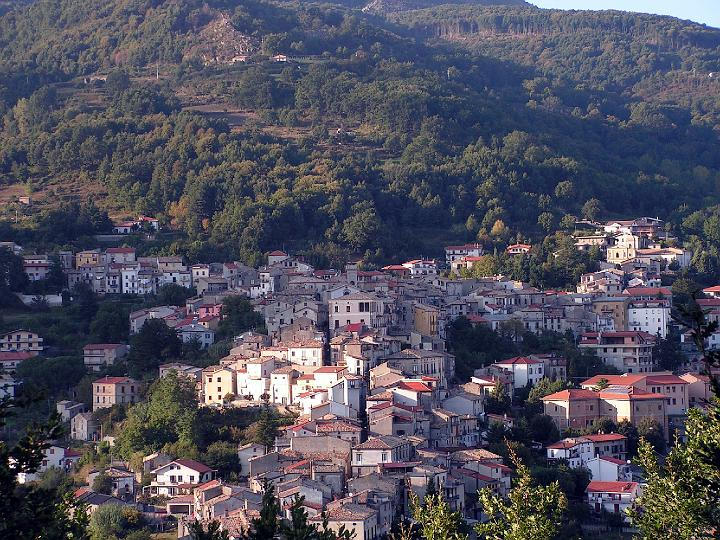

그리말디(Grimaldi)는 이탈리아 칼라브리아주의 도시로, 인구는 1,870명이다. 그리말디는 역사적 문서에서 그리말도(Grimaldo)로 언급된다. 현지 칼라브리아 방언(코센티노의 변형)에서는 마을이 그리마우두(Grimàudu) 또는 그리마우루(Grimàuru)로 불리며, 주민은 그리마우디시(Grimaudisi)로 불리지만 오늘날에는 이탈리아어 버전(그리말디 및 그리말데시)이 널리 사용되고 있다.